# Punta Ortiz
Punta Ortiz ist eine Landspitze von Greenwich Island im Archipel der Südlichen Shetlandinseln. Sie liegt zwischen den Landspitzen Punta Serrano und Punta Riquelme am nordwestlichen Ende der Discovery Bay.
Wissenschaftler der 1. Chilenischen Antarktisexpedition (1946–1947) benannten die Landspitze nach einem nicht näher bekannten Expeditionsteilnehmer.